# Salagnac

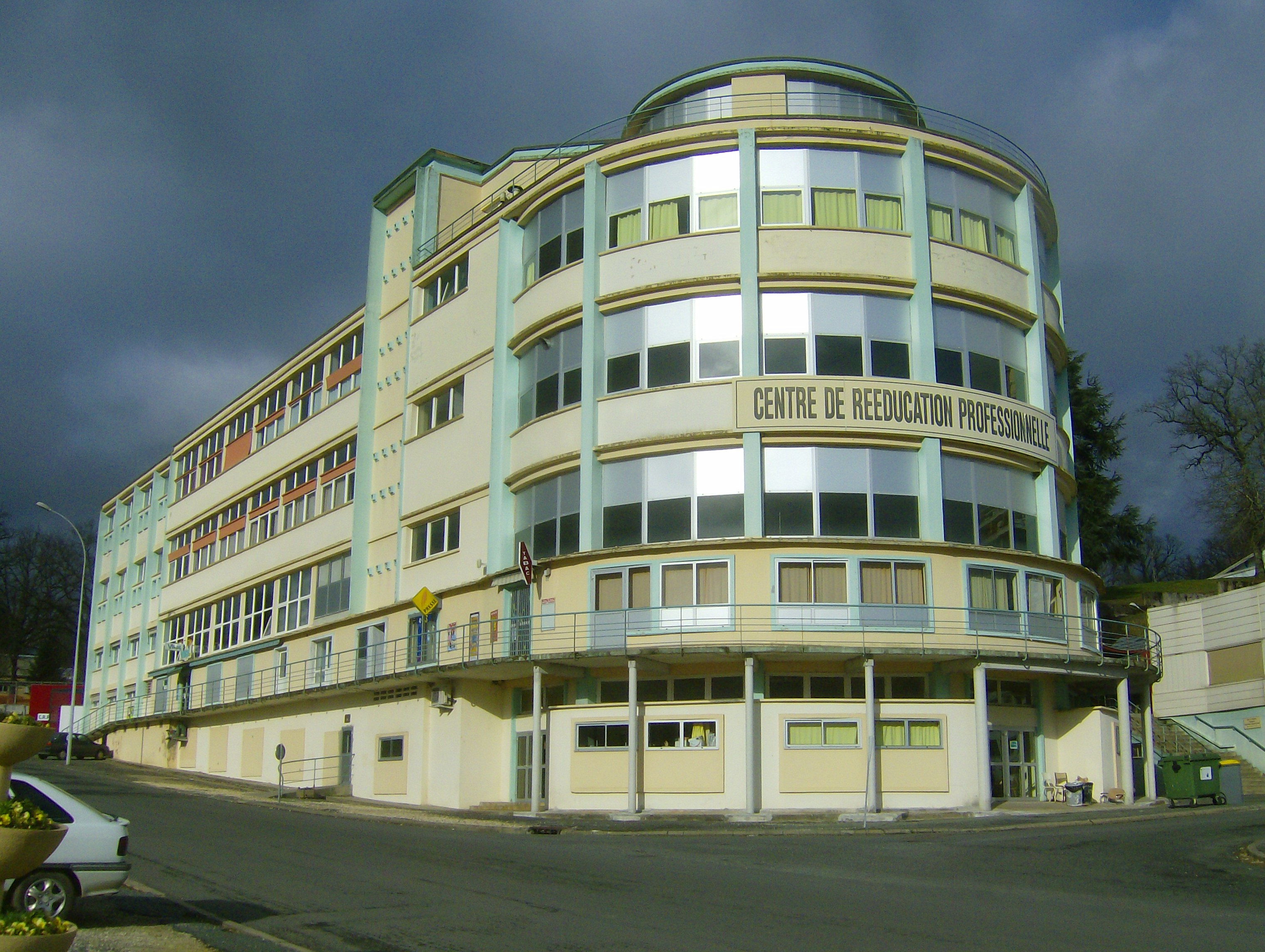
Salagnac – Umschulungszentrum Clairvivre

Salagnac (okzitanisch Salanhac) ist eine aus dem Ort sowie mehreren Weilern (hameaux) und Einzelgehöften (fermes) bestehende französische Gemeinde mit 717 Einwohnern (Stand 1. Januar 2022) im Département Dordogne in der Region Nouvelle-Aquitaine (vor 2016 Aquitaine). Sie gehört zum Arrondissement Nontron (bis 2017 Périgueux) und zum Kanton Isle-Loue-Auvézère.

## Lage und Klima
Der Ort Salagnac liegt etwa 50 Kilometer nordöstlich von Périgueux bzw. ca. 75 Kilometer südlich von Limoges in einer Höhe von ca. 215 m. Das Klima ist gemäßigt; Regen (ca. 940 mm/Jahr) fällt übers Jahr verteilt.

## Geschichte
Die erste schriftliche Erwähnung von Salanac stammt aus dem Jahr 1219; damals gehörte der Ort zum Besitz des Zisterzienser-Klosters Dalon, dass im Jahr 1791 im Zuge der Französischen Revolution aufgelöst wurde. Nach dem Ersten Weltkrieg entstanden Pläne zur Einrichtung eines Tuberkulose- und Lungenzentrums, das im Zweiten Weltkrieg als Hospital diente, dann aber im Jahr 1966 zu einem Schulungszentrum für Behinderte umgenutzt wurde, das jedoch zu Beginn der 1980er Jahre den Betrieb einstellte und erst im Jahr 2012 als regionales Umschulungszentrum wiedereröffnet wurde.

### Bevölkerungsentwicklung
| Jahr      | 1800 | 1851 | 1901 | 1954 | 1999 | 2019 |
| Einwohner | 210  | 323  | 317  | 1228 | 785  | 729  |

Der enorme Bevölkerungsanstieg in der Mitte des 20. Jahrhunderts ist im Wesentlichen auf den Bau eines Lungensanatoriums (später Umschulungszentrum) zurückzuführen; die Mechanisierung der Landwirtschaft und die Aufgabe von bäuerlichen Kleinbetrieben haben danach zu einem Bevölkerungsrückgang geführt.

## Wirtschaft
Die Gemeinde ist immer noch in hohem Maße landwirtschaftlich orientiert, wobei auch die Viehzucht eine beträchtliche Rolle spielt. Im Ort selber haben sich Handwerker und Kleindienstleister aller Art angesiedelt. Seit den 1930er Jahren entstanden durch den Bau eines Lungensanatoriums zahlreiche neue Arbeitsplätze.

## Sehenswürdigkeiten
- Die Kirche St. Martin gehörte ursprünglich zur Abtei von Tourtoirac, dann zum Zisterzienser-Kloster Dalon und danach zum Bistum Limoges. Die einschiffige romanische Kirche wurde im 19. Jahrhundert gründlich umgestaltet; lediglich Teile der Westfassade mit dem Portal stammen noch aus dem Mittelalter.
- Im bis ins 18. Jahrhundert hinein existierenden Château de Born oder auch Château de Bellegarde wurde um das Jahr 1135 der Troubador Bertran de Born geboren. Von der mittelalterlichen Burg ist jedoch nichts mehr erhalten.
- Das Château de la Renaudie oder Château de las Reynaudias befindet sich in Privatbesitz.
- Der um 1930 vom Architekten Pierre Forestier geplante und errichtete Gebäudekomplex des Lungensanatoriums Clairvivre[2] ist im Jahr 2011 als Architekturdenkmal des 20. Jahrhunderts eingestuft worden.

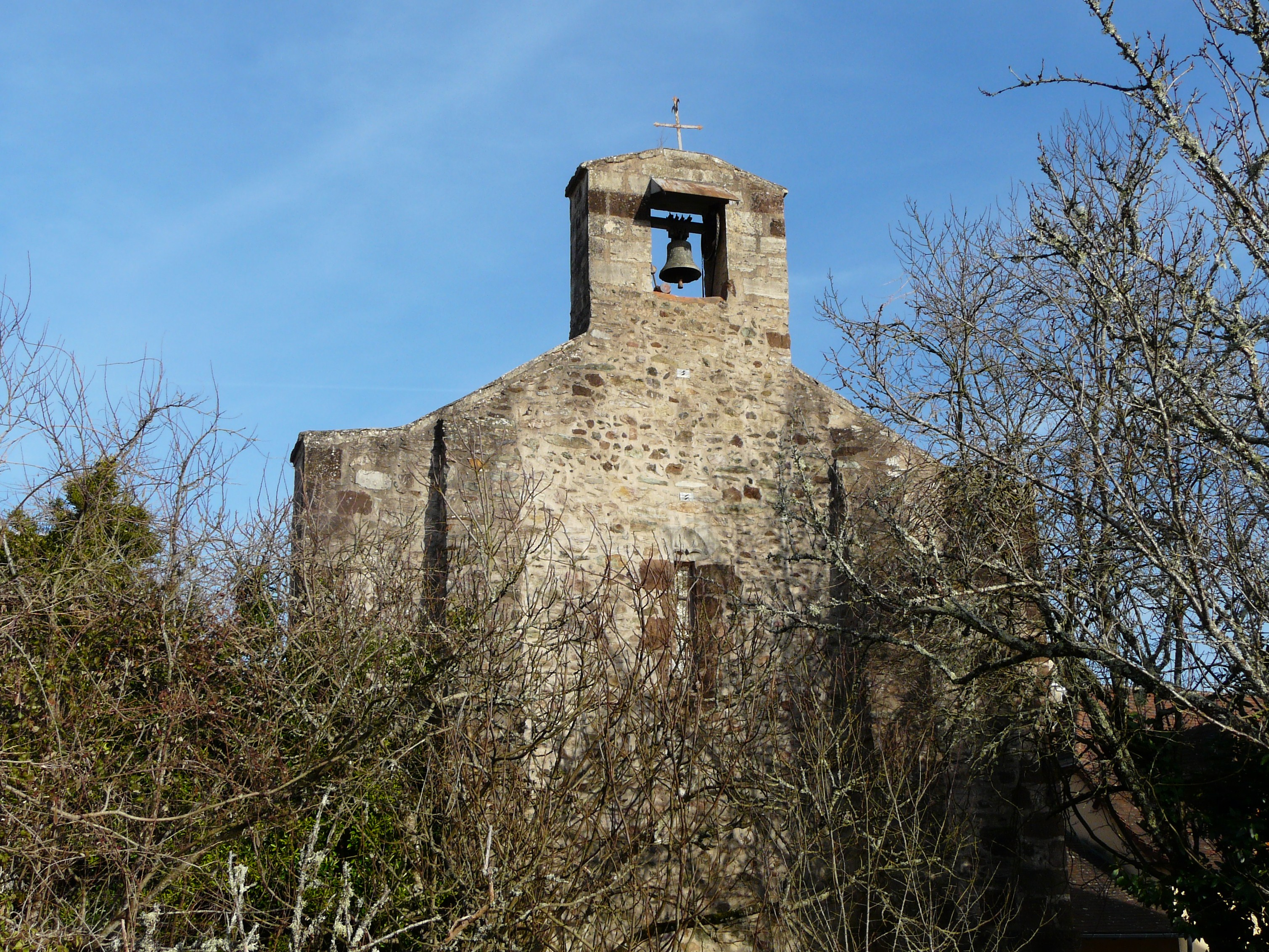
Kirche St. Martin